# SGSN in Pool
SGSN in Pool (pol. SGSN w puli) – funkcjonalność sieci komórkowych umożliwiająca podłączenie Kontrolera Stacji Bazowych (GSM) lub Radio Network Controllera (UMTS) do puli SGSN, elementów odpowiedzialnych między innymi za komutację pakietów wewnątrz sieci szkieletowej operatora. 
Do zalet tej funkcjonalności można zaliczyć:
- możliwość równomiernego rozkładania obciążenia związanego z zestawianymi połączeniami na poszczególne SGSN (tzw. load balancing)
- większa niezawodność sieci szkieletowej, gdy jedno z SGSN pracuje nieprawidłowo, inne znajdujące się w tej samej puli mogą przejąć nowe połączenia, które trafiałyby do niego
- istnieje możliwość wyłączenia jednego z SGSN, np. dla potrzeb związanych z konserwacją, bez wpływu na ruch pakietowy obsługiwany przez zawierającą go pulę SGSN

## Topologia połączeń pomiędzy siecią radiową a szkieletową związaną z komutacją pakietów
W telefonii komórkowej sieć radiowa oparta jest na systemie stacji bazowych. 
Kilkaset stacji bazowych podłączonych jest do jednego Kontrolera Stacji Bazowych (ang. Base Station Controller, BSC) lub Radio Network Controllera (RNC). Zazwyczaj poszczególne BSC lub RNC jest połączone z jednym SGSN, która służy do autoryzacji użytkownika przeprowadzającego transmisję danych, kontroli połączenia oraz komutacji pakietów. Dane z sieci radiowej trafiające do SGSN przesyłane są poprzez wewnętrzną sieć ATM/IP operatora do 
GGSN (Gateway GPRS Support Node) gdzie kierowane są do Internetu. W podobny sposób dane z Internetu 
trafiają poprzez sieć radiową do użytkownika. 
Dzięki funkcjonalności SGSN in Pool, poszczególne RNC i BSC mogą być podłączone do całej puli SGSN. 
To, do którego z SGSN zostanie skierowana transmisja danych zainicjowana na obszarze kontrolowanym przez dane RNC/BSC, zależy od konfiguracji (która może być łatwo zmieniona z poziomu centrum zarządzania siecią), lub algorytmów zaimplementowanych w kontrolerach, które mogą brać na przykład pod uwagę obciążenie poszczególnych elementów. 

Sieć może być zdefiniowana jako jedna pula SGSN lub pewna liczba pul. Każde z SGSN może należeć tylko do jednej puli. Wszystkie komórki (ang. cells) obsługiwane przez wszystkie RNC podłączone do danej puli tworzą tzw. pool area, wewnątrz której terminal nie musi zmieniać SGSN, w którym będzie zarejestrowany. 
Niektóre BSC/RNC mogą być podłączone do dwóch pul, kontrolowane przez nie komórki będą należeć do obu pool area.

## Terminologia
W materiałach handlowych i artykułach technicznych funkcjonalność będąca przedmiotem tego artykułu określana jest jako 
SGSN in Pool lub SGSN Pool. W specyfikacjach 3GPP stosuje się też często określenie Iu-flex (Iu to nazwa interfejsu pomiędzy RNC a siecią szkieletową, a flex pochodzi od angielskiego słowa flexible - elastyczny, łatwo dostosowujący się). 